# Antonio Riva
Antonio Riva (Xangai, 8 de abril de 1896 – Pequim, 17 de agosto de 1951) foi um piloto de caça italiano com a patente de capitão, participante na Primeira Guerra Mundial e considerado por muitos um ás da aviação. Foi executado em Pequim, na República Popular da China, por ter abatido em um ataque aéreo Ruichi Yamaguchi e outros ativistas orientais, após ter sido capturado. Foi morto a pedido de Mao Zedong.